# Vlag van oblast Ivanovo
De vlag van oblast Ivanovo is in gebruik sinds 3 maart 1998. De vlag is afgeleid van het wapenbeeld. Hij bestaat uit twee gelijke verticale banen van rood aan de linkerkant en azuurblauw aan de rechterkant. Langs de onderkant lopen drie smalle golvende horizontale lijnen in zilver. Boven de golven staan de wapens van de oblast met twee verticale symbolen in het midden, een gouden shuttle die de textielindustrie voorstelt en een zilveren fakkel die kennis, onderwijs en het streven naar vooruitgang symboliseert. Rood en blauw zijn ontleend aan de wapens van Vladimir en Kostroma, provincies die ooit het grondgebied van de moderne oblast Ivanovo omvatten. De zilveren
golven vertegenwoordigen de rivier de Wolga. Het wapen wordt ondersteund door een leeuw en een adelaar, beide in goud, en worden bekroond met een kroon.